# محسن‌آباد (آشتیان)
محسن‌آباد روستایی از توابع بخش مرکزی شهرستان آشتیان در استان مرکزی ایران است.

## جمعیت
این روستا در دهستان گرکان قرار دارد و براساس سرشماری مرکز آمار ایران در سال ۱۳۹۵، جمعیت آن ۳۲۵ نفر (۱۱۷ خانوار) بوده‌است.
احمد محسن آبادی فراهانی یکی از مشاهیر این روستا می‌باشد